# ブルー (DD-387)
|           |                                                                     |
| 艦歴      |                                                                     |
| 発注:     |                                                                     |
| 起工:     | 1935年9月25日                                                       |
| 進水:     | 1937年8月14日                                                       |
| 就役:     | 1937年8月14日                                                       |
| 退役:     |                                                                     |
| その後:   | 1942年8月22日に損傷後、8月23日に自沈処分                            |
| 除籍:     |                                                                     |
| 性能諸元  |                                                                     |
| 排水量:   | 軽貨 1,500トン 満載 2,325トン                                       |
| 全長:     | 341 ft 8 in (104.1 m)                                               |
| 全幅:     | 35 ft 6 in (10.8 m)                                                 |
| 吃水:     | 軽貨 10 ft 4 in (3.1 m) 満載 12 ft 10 in (3.9m)                     |
| 機関:     | 2軸推進 49,000 shp                                                  |
| 最大速:   | 38.5ノット (71.3 km/h)                                              |
| 航続距離: | 6,500海里 (12,000 km) 12ノット(22.2km/h)時                          |
| 乗員:     | 158名                                                               |
| 兵装:     | 38口径5インチ砲4門 50口径機銃4基 21インチ魚雷発射管16門 爆雷軌条2基 |

ブルー (USS Blue, DD-387) は、アメリカ海軍の駆逐艦。バッグレイ級駆逐艦の1隻。艦名はヴィクター・ブルー少将に因む。

## 艦歴
「ブルー」は1935年9月25日にノーフォーク海軍造船所で起工する。1937年5月27日にケイト・リリー・ブルー（ブルー少将の妹）によって命名、進水し、1937年8月14日に艦長J・ライト少佐の指揮下就役した。
就役初年度は東海岸とカリブ海で整調、訓練巡航を行い、1938年8月に太平洋に向けて出航、第7駆逐艦部隊の旗艦となる。「ブルー」は1940年4月まで西海岸で戦闘艦隊と共に演習を行い、その後自らの部隊と共に真珠湾に向かう。1941年2月から3月までピュージェット・サウンド海軍造船所でオーバーホールを行い、4月はサンディエゴ沖で演習を行う。ブルーは開戦まで真珠湾を拠点として留まった。
1941年12月7日に日本軍による真珠湾攻撃が始まり、停泊中の「ブルー」は士官4名（全て少尉）と乗員のみで無事に外洋に逃れた。1941年12月から42年の1月まで「ブルー」は真珠湾入り口での偵察任務に従事し、その後空母「エンタープライズ」基幹の第8任務部隊（ウィリアム・ハルゼー中将）に加わり、2月1日にウォッジェ環礁、マロエラップ環礁およびクェゼリン環礁への攻撃を行う。2月24日にはウェーク島と南鳥島への攻撃を支援し、攻撃から帰投後、3月から6月にかけては真珠湾とサンフランシスコ間の船団護衛任務に従事する。その後ニュージーランドのウェリントンに向かい、7月18日に到着した。
「ブルー」は第62.2任務群に加わり、8月7日のガダルカナル島上陸では火力支援および援護を担当した。8月9日の第一次ソロモン海戦当日、「ブルー」はサボ島西岸沖を哨戒して、日本艦隊の監視役となった。「ブルー」はSCレーダーを搭載しており、このSCレーダーは後年に改良されたものよりかは性能は劣っていたが、それでも先に敵を探知できる確率は高かった。しかし、8月9日当日のレーダーの調子はいまひとつであったばかりか、接近してくる三川軍一中将率いる第八艦隊の重巡洋艦、軽巡洋艦および駆逐艦を目前にしてUターンした。三川艦隊でも「ブルー」を発見して砲の照準を合わせていたが何事も無く、後年に「アイアンボトム・サウンド」と呼ばれるようになった海域に入っていった。「ブルー」は、海戦では大きな役割を果たすことができず、海戦後に沈没しつつあるオーストラリア重巡洋艦「キャンベラ」の生存者を救助した。
8月13日から17日までヌメア沖での哨戒に従事。それから「ブルー」はガダルカナルへ戻ることになった。「ブルー」は駆逐艦「ヘルム」、「ヘンリー」とともに輸送船2隻を護衛してガダルカナルへ向かった。8月22日1時40分、レンゴ水道に入ったところで4隻の船が発見された。誰何に応答がなく、攻撃命令が出されそうになったが、そこでそれらは味方の高速輸送艦と判明した。この後、「ブルー」は「ヘンリー」とともに日本軍邀撃のためサボ水道へ向かった。3時24分、「ブルー」はレーダーおよび聴音機で艦艇を探知したが、味方だと推定された。3時55分、「ブルー」のレーダーと聴音機は再び艦艇を探知。これは「ヘンリー」のレーダーでも捉えられた。それは高速で動いており、砲や魚雷発射管がそちらに向けられたが、これも味方であると推定された。3時59分に少なくとも2つの雷跡が発見され、直後魚雷1本が「ブルー」の艦尾に命中。9名が死亡、21名が負傷し、主機および主軸、方向舵を破壊され「ブルー」は航行不能となった。この攻撃は日本の駆逐艦「江風」によるものであった。「江風」は哨戒機が発見した船団を攻撃するために派遣され、発見した駆逐艦に対して砲雷撃（魚雷6本、弾数6発）を行った後避退した。
22日から23日にかけて「ブルー」をツラギ島へ曳航しようと試みたが失敗した。全ての試みが徒労に終わった後、8月23日の22時21分に「ブルー」は海没処分された。
「ブルー」は第二次世界大戦中の戦功で5個の従軍星章を受章した。